# ديكين هال
ديكين هال هو سياسي كندي، ولد في 1884، وتوفي في 1957. انتخب عضو المجلس التشريعي من ساسكاتشوان.